# Montagne de Montenoy
La montagne de Montenoy un site « naturel »  situé sur le territoire de la commune de Saint-Aubin-Montenoy, dans le département de la Somme, en France. Elle fait partie d'un plus grand ensemble de 4 km de long, les « larris de Molliens-Dreuil et de Saint-Aubin-Montenoy et cavité souterraine » constituant le versant est de la petite vallée de La Terrière. Cet espace est répertorié Zone naturelle d'intérêt écologique, faunistique et floristique (ZNIEFF continentale de type 1) depuis 1998 pour une superficie de 129 ha.

## Localisation
Au sud-ouest d'Amiens, la montagne de Montenoy se trouve sous le parc éolien de Bougainville surplombant le hameau de Montenoy. C'est un des nombreux versants de vallées sèches du plateau picard qui offre, par sa particularité de pelouses calcaires, une flore et une faune originales et diversifiées.

### Commune concernée
Saint-Aubin-Montenoy à 5 km de Molliens-Dreuil.

## Histoire du site
Ce larris (terme picard) désigne des étendues herbeuses sur des pentes dont les affleurements calcaires sont peu rétentrices d'eau et sèchent sous le soleil. Le caractère chaud et sec de ses versants permettent le développement d'une faune et d'une flore d'origine méditerranéenne.

Jusqu'au début du XXe siècle, ce vaste larris était entretenu par des troupeaux de moutons. L'abandon de ces pratiques traditionnelles a participé au reboisement naturel ou artificiel de cette zone : cytise faux ébénier, genévrier...

Depuis 1997, le Conservatoire et la commune ont rétabli un pâturage d'entretien assuré par un éleveur ovin local, mais aussi des travaux annuels de débroussaillage.

Depuis les grandes épidémies de myxomatose de 1950, la réintroduction du lapin de garenne est menée, car il est aussi un auxiliaire pour l'entretien des pelouses rases.

## Les larris de Molliens-Dreuil et de Saint-Aubin-Montenoy
La montagne de Montenoy s'inscrit dans une ZNIEFF de type 1 n° 220 005 000 qui réunit les larris de Molliens-Dreuil et de Saint-Aubin-Montenoy, vaste coteau calcaire qui abrite différents milieux :
- pelouses calcicoles ;
- hêtraies ;
- résineux ;
- prairies ;
- verger ;
- rideaux (talus herbeux, parfois boisés).

Une cavité souterraine, ancienne carrière de craie comprenant trois salles reliées entre elles, accueille des chauves-souris
en hivernage.

## Écologie
La disparition du pâturage favorisant le reboisement et l'expansion d'espèces intrusives ont amené progressivement une quasi-disparition d'espèces inféodées aux pelouses calcicoles.
Afin de maintenir le patrimoine naturel précieux des pelouses, les opérations de débroussaillement réalisées sur le site et la gestion du Conservatoire permettent une nouvelle régulation de  la biotope de la Montagne de Montenoy.

### Flore
Les espèces caractéristiques de ce milieu sont :
- l'hippocrépide en ombelle, la globulaire ponctuée (Globularia bisnagarica), l'Épipactis pourpre noirâtre (Epipactis atrorubens),le thésium couché (Thesium humifusum).
- la phalangère ramifiée (Anthericum ramosum)*,le Polygala chevelu (Polygala comosa)*, espèces thermophiles rares en Picardie, bien représentée sur le site. NB:(*)espèce protégée.
- l'anémone pulsatille (Pulsatilla vulgaris), espèce vulnérable en Picardie, qui se développe sur le site avec une densité remarquable à l'échelle de tout le nord de la France, la gentiane d'Allemagne...
- six variétés d'orchidées sauvage comme l'orchis pourpre et l'orchis moucheron...

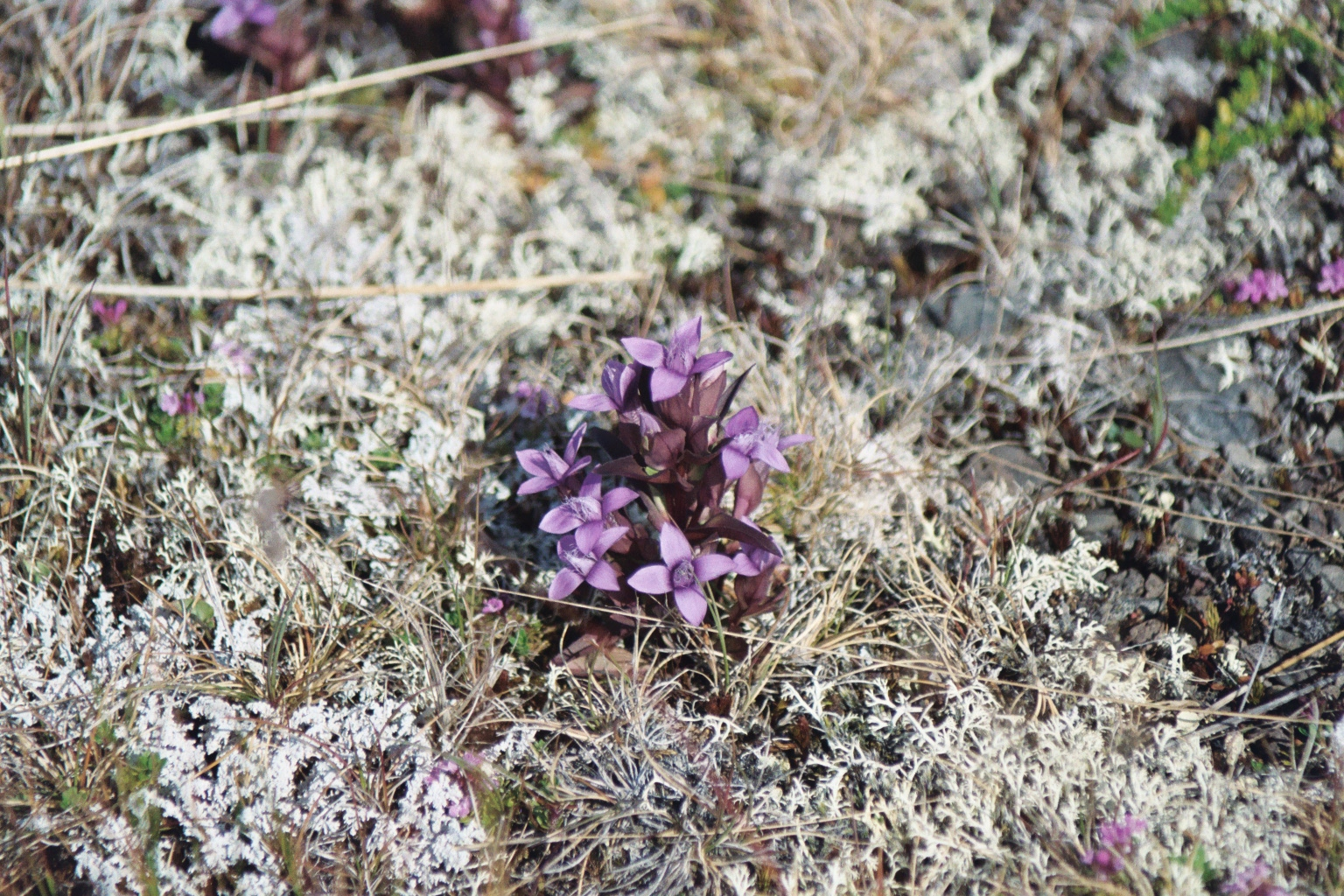
Gentiane d'Allemagne
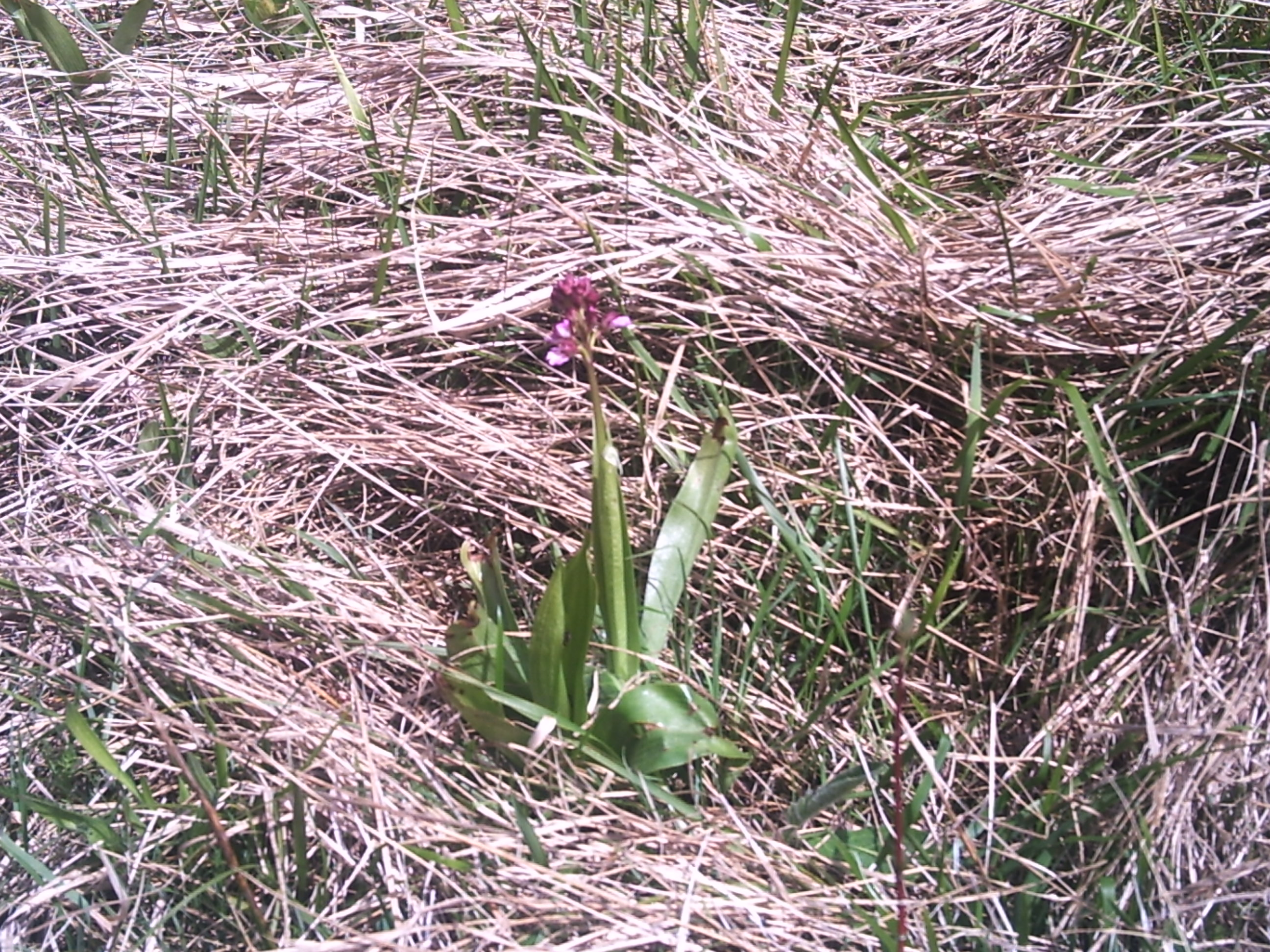
une variété d'orchidée
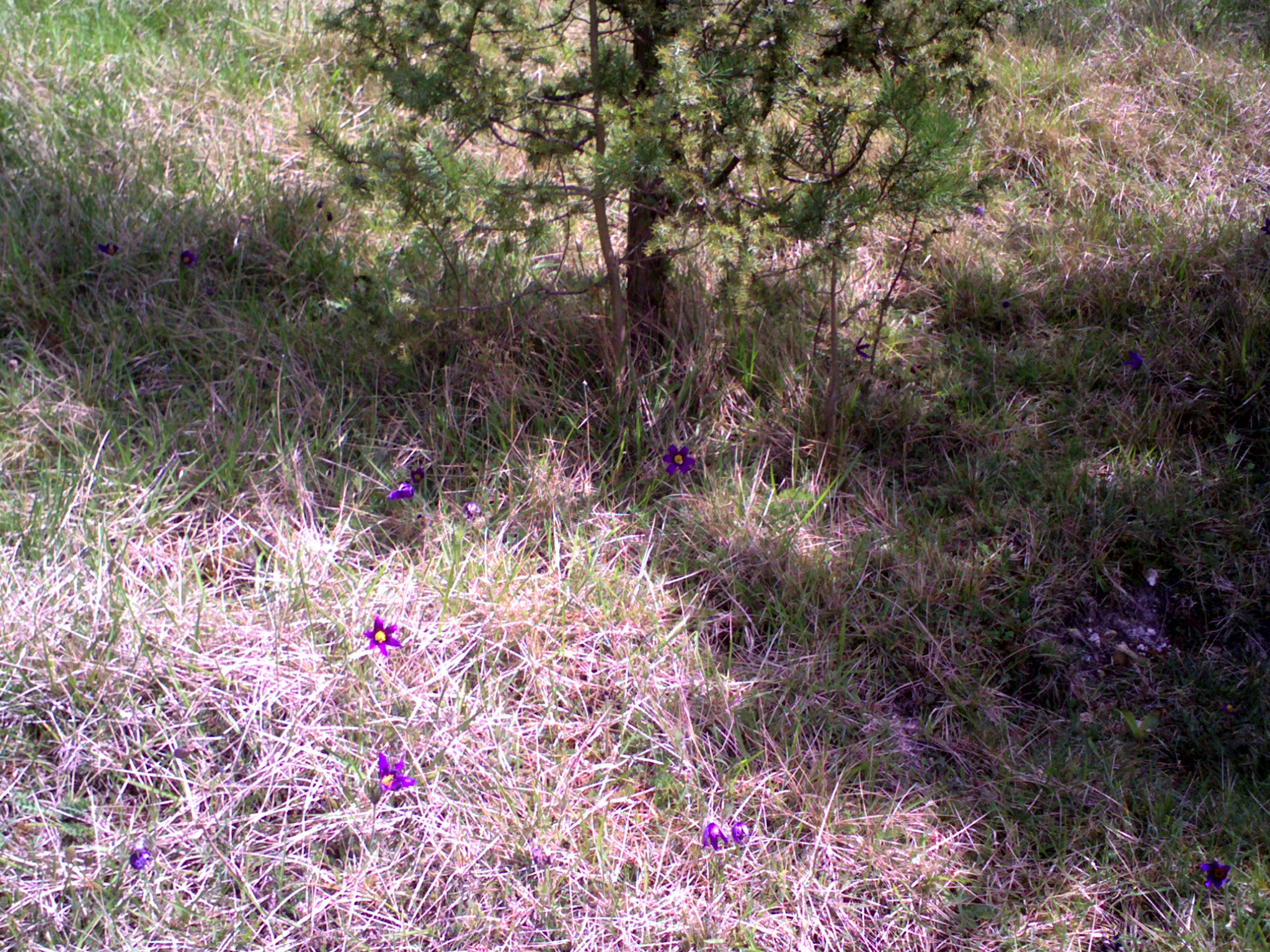
un tapis d'anémones pulsatilles
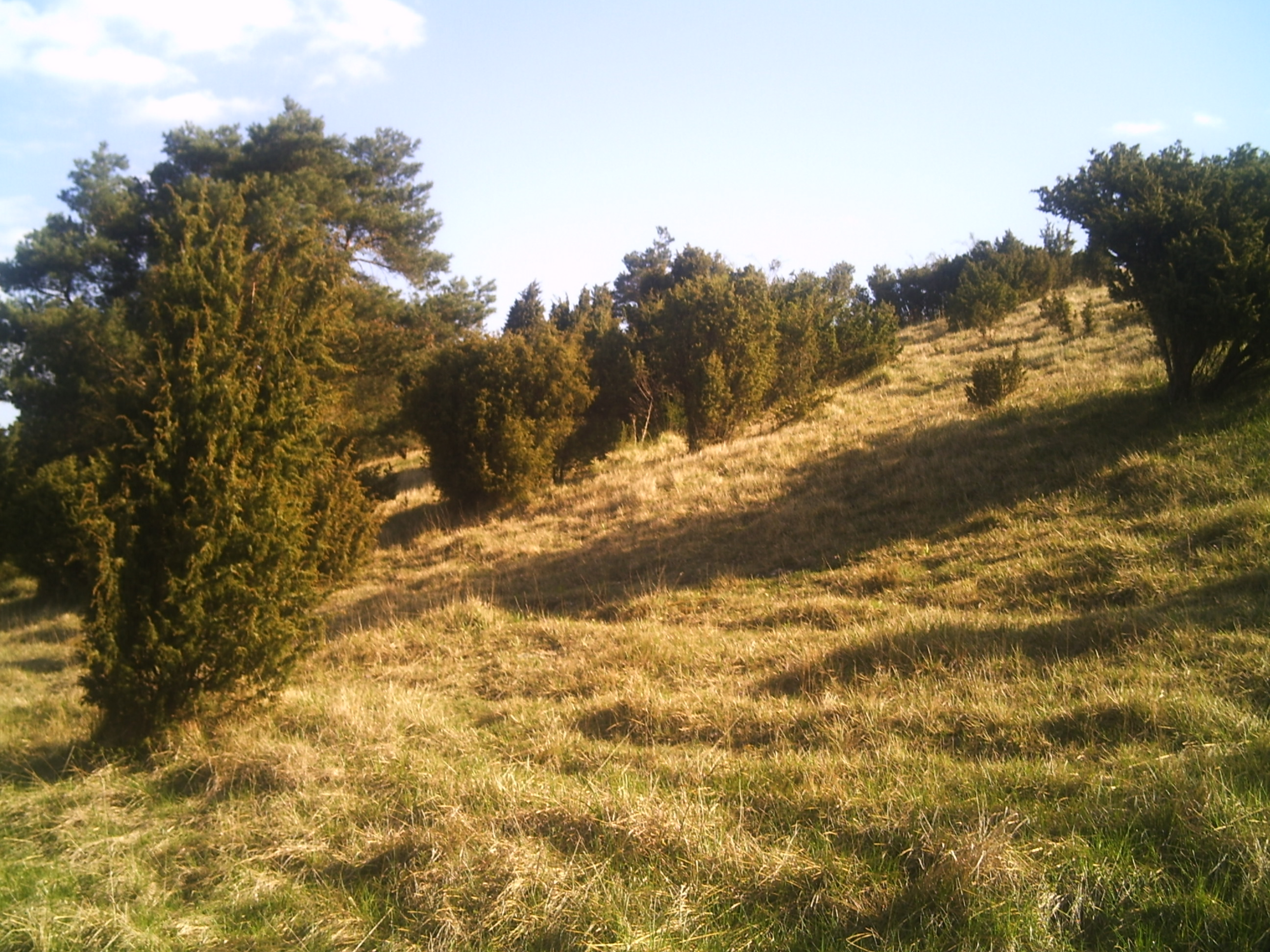
Genévriers

### Faune
On y rencontre de nombreuses espèces d'oiseaux comme : le bruant jaune, le faucon crécerelle, la buse commune et l'épervier...

ainsi qu'une entomofaune conséquente avec :  le Fluoré (Colias australis), la Zygène de Carniole (Zygaena carniolica) et le Bombyx laineux (Eriogaster lanestris), espèces en régression en Picardie...
La cavité souterraine abrite deux espèces de chiroptères inscrites à l'annexe II de la directive "Habitats" de l'Union Européenne : le Grand murin (Myotis myotis) et le Vespertilion à oreilles échancrées (Myotis emarginatus). Le Vespertilion de Natterer (Myotis nattereri), espèce rare en Picardie, hiverne également dans la cavité.

## Administration
C'est le Conservatoire d'espaces naturels des Hauts-de-France qui gère ce site, en partenariat avec la commune, un éleveur ovin, l'amicale des chasseurs et une Association Départementale d'Insertion (ADI) de la Somme.

### Visite
C'est le circuit n° 14 des sites naturels sensibles, patronné par le Conseil départemental de la Somme et le Comité du tourisme de la Somme : parcours facile de 2 km d'une durée de 45 min.

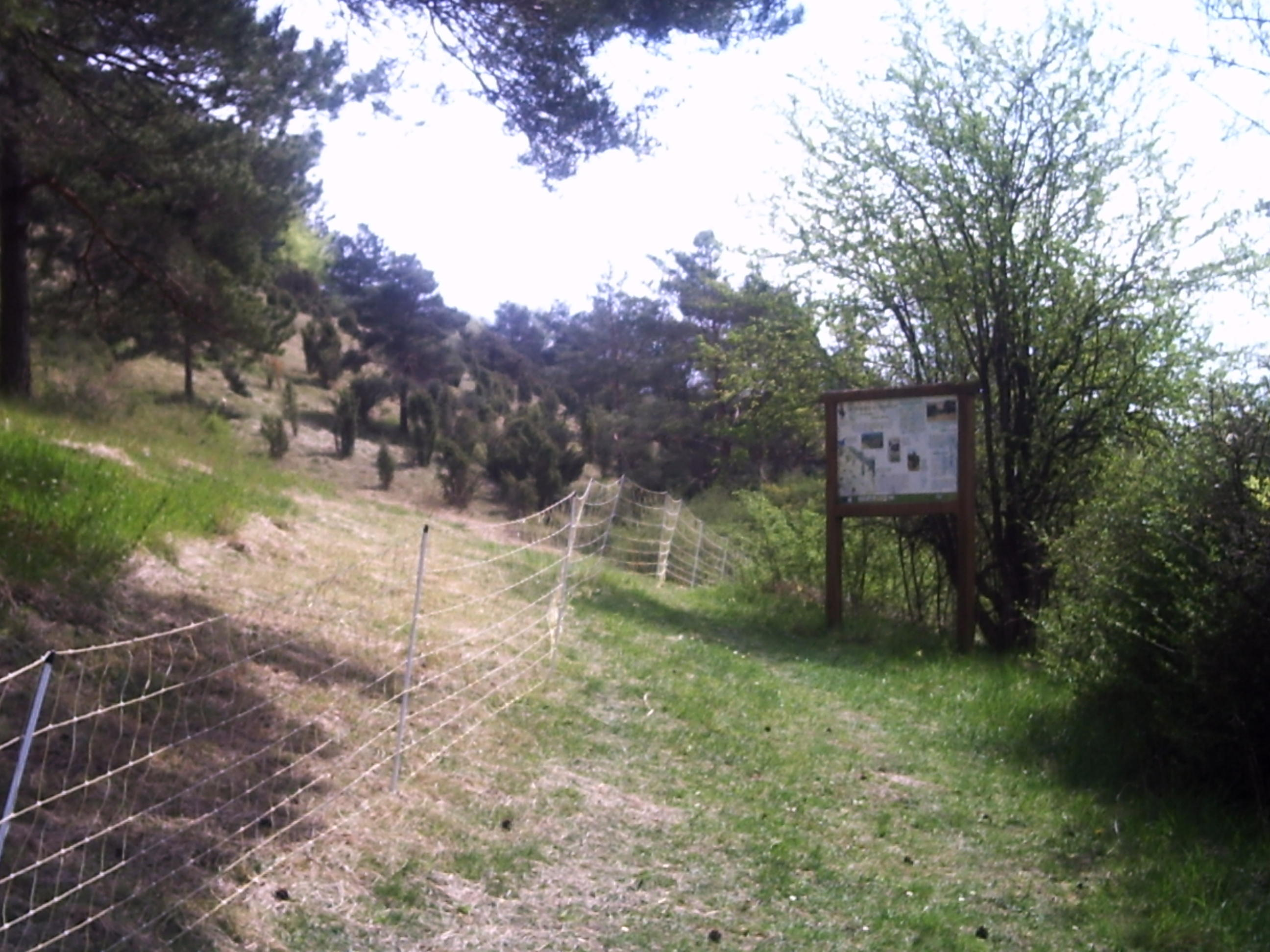
parcage à moutons
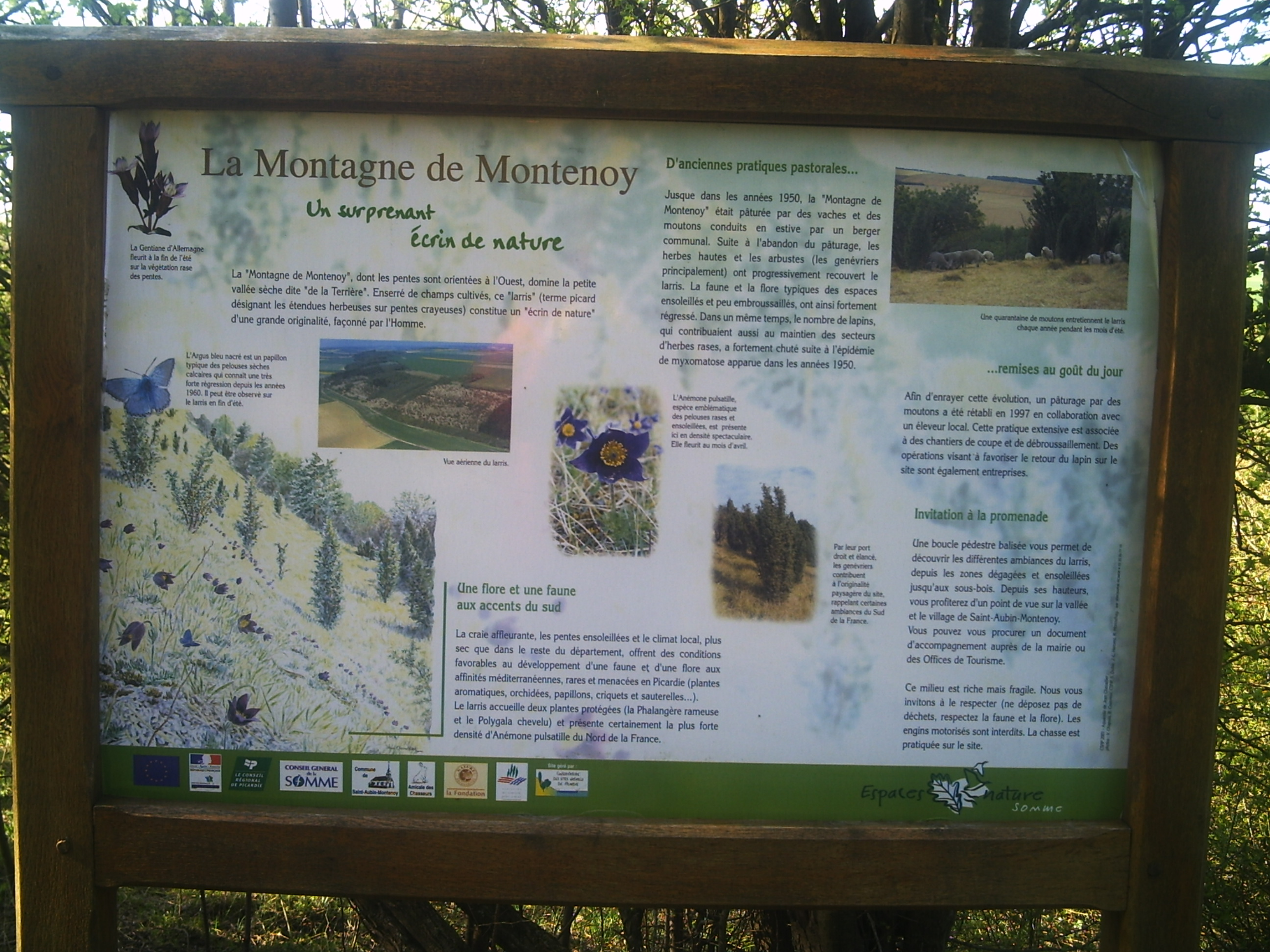
panneau de signalisation